# Apalis bamendae
El apalis de Bamenda (Apalis bamendae) es una especie de ave paseriforme de la familia Cisticolidae endémica de Camerún, en el oeste de África.

## Distribución y hábitat
Es endémico del noroeste de Camerún. Su hábitat natural son los bosques húmedos tropicales de tierras bajas y la sabana. Se encuentra amenazado por pérdida de hábitat.